# Crambus sechaensis
Crambus sechaensis là một loài bướm đêm trong họ Crambidae.